# جاي توماس (مدير فني)
جاي توماس (بالإنجليزية: Jay Thomas)‏ هو مدير فني أمريكي، ولد في 18 أكتوبر 1960 في بيكر في الولايات المتحدة.